# Grado (Italie)
Pour les articles homonymes, voir Grado.
Grado (Grau en frioulan) est une commune de 7 745 habitants, dans la province de Gorizia, région autonome du Frioul-Vénétie Julienne, en Italie, important centre touristique et thermal, également connu sous le nom d'Isola del Sole et, pour son histoire particulière, la Première Venise.

## Géographie

### Territoire
Le territoire de la municipalité de Grado s'étend entre l'embouchure de l'Isonzo dans la mer Adriatique et la lagune de Grado qui couvre une superficie d'environ 90 km², qui va de Porto Buso à Fossalon. Grado est située sur l'île principale et est divisée en de nombreuses zones et quartiers : Gravo vecia (l'ancienne ville entourée par le périmètre du camp romain, Borgo de fora, Isola della Schiusa, Colmata, Centro, Squero, Città Giardino, Valle Goppion - ancienne vallée Cavarera, Grado Pineta, Primero.
La lagune comprend environ 30 îles. Outre l'île principale, l'île de Schiusa, reliée à Grado par deux ponts, et l'île de Barbana, sont également habitées en permanence. Dans l'arrière-pays, le hameau de Fossalon fait partie de la commune de Grado, zone agricole fertile obtenue grâce à la bonification agricole fasciste dans la première moitié du XXe siècle, et Boscat. Valle Cavanata, près de Fossalon, est une réserve naturelle protégée depuis 1996.

### Climat
Le climat est agréablement tempéré, avec des moyennes allant de 4° C en janvier à 25° C en juillet.
À partir de 1873, un hospice maritime pour enfants appelé Ospizio Marino est installé à Grado, à la suite des demandes du médecin Giuseppe Barellai qui trouve dans le climat et l'environnement de l'île, un lieu favorable pour le traitement de certaines maladies infantiles. Par la suite, Grado est la destination choisie pour les traitements thermaux marins, en particulier par la population autrichienne. La psammatothérapie (sablothérapie) se développe et se répand ; les standards du secteur atteignent des niveaux très élevés.

## Histoire

### Antiquité
Une étude géognostique réalisée dans le cimetière de la basilique a permis de faire émerger des artefacts dans les sédiments datés vers le Ier siècle av. J.-C., preuve d'une certaine activité, probablement liée à la colonie romaine nouvellement formée d'Aquilée.
La ville, traversée par une importante voie romaine : la Via Gallica, se développe surtout vers la fin de l'empire romain, comme étape et centre logistique des campagnes de l'empereur Julien contre les Germains, et à la suite de la déviation du fleuve Natisse qui traverse Aquilée. La ville, connue sous le nom d'Aquae Gradatae (« eaux choisies »), grandit encore davantage lorsque de nombreux habitants d'Aquilée fuient leur ville en raison des raids des Huns d'Attila et viennent se réfugier sur l'île : Grado ne vient donc pas du slave grad (« ville »), car les Slaves n'arrivent à leur tour dans la région qu'au VIe siècle, après les Lombards.

### Moyen Âge
En 568, à la suite de l'invasion du Frioul par les Lombards, le patriarche Paulin Ier d'Aquilée, évêque d'Aquilée, transfère à Grado le siège du patriarcat d'Aquilée. Grado voit sa population augmenter et acquiert un rôle politique et religieux de premier plan, comme en témoigne la construction des basiliques de Santa Eufemia et Santa Maria delle Grazie à partir de la fin du VIe siècle. L'île lagunaire est fortifiée, prend le nom de Nova Aquileia et reste dans les domaines de l'empire byzantin, tandis que le reste du Frioul, y compris Aquilée, est sous le contrôle des Lombards. En 662, le duc Lupus de Frioul, après avoir attaqué et pillé la ville, ramène le trésor patriarcal à Aquilée.
En 875, Grado est menacé par des pirates dalmates et est sauvé lors d'une bataille navale qui a lieu dans les eaux au large de l'île, remportée par la Marineria veneziana sous le commandement de Giovanni Ier Participazio. Le conflit avec Aquilée renaît en 1024 lorsque le patriarche Poppon d'Aquilée fait attaquer et piller la ville par ses hommes. Dans le même temps, l'émergence de la puissance vénitienne dans la lagune marque le lent déclin de l'île de Grado.
À partir du XIIe siècle, le patriarche de Grado, devenu en 1451 patriarche de Venise, quitte Grado pour transférer sa résidence à la basilique San Pietro di Castello, à Venise. Grado devient alors un village de pêcheurs pour les siècles suivants, mais continue à appartenir au Dogado, élément central de l'administration vénitienne, qui s'étend du delta du Pô jusqu'à Monfalcone, incluant un ensemble de lagunes, de lais, de canaux et de cours d'eau directement administré par le doge de Venise à travers ses neuf podestats dont celui de Grado.

### XVIIIeetXIXesiècles
Une fête célébrant la victoire en 1164 du patriarche de Grado sur celui d'Aquilée se tient au XVIIIe siècle, le jour du Jeudi gras sur la place Saint-Marc à Venise. C'est l'occasion de joutes entre quartiers, qui montent des pyramides humaines ou marchent sur des fils tendus au-dessus de la place. Gabriele Bella les représente sur un tableau réalisé d'après celui de Francesco Guardi, conservé à la Pinacoteca Querini Stampalia.
En 1797, avec le traité de Campo-Formio et la fin de la république de Venise, Grado fait partie des dominions de la maison de Habsbourg qui, à l'exception du bref intermède napoléonien, en conserve la possession jusqu'en 1918. En juin 1810, une poignée de soldats britanniques débarquent sur l'île et dispersent la garnison française.
Dans la seconde moitié du XVIIIe siècle, l'industrie touristique commence à faire ses premiers pas à Grado. Un hospice marin pour mineurs est inauguré en 1873 ; en 1892, les premiers bains publics et quatre ans plus tard le premier hôtel sont ouverts. Grado devient en quelques années l'une des stations balnéaires les plus célèbres de l'empire austro-hongrois ; de nouveaux hôtels et villas sont construits dans la zone face à la mer tandis qu'en 1910, pour encourager l'afflux de vacanciers, la section ferroviaire de Cervignano est ouverte. Grado, qui dépend alors administrativement de Gorizia, est équipé du barrage actuel avec une promenade et le port intérieur.

### XXesiècle
Le 27 mai 1915, trois jours après l'entrée de l'Italie dans la Première Guerre mondiale, Grado est occupée par les troupes de l'armée royale. La ville, grâce à sa position stratégique, devient une plaque tournante arrière importante du front voisin ; de plus, grâce à sa proximité avec Trieste, elle est l'une des bases des torpilleurs de la Marine royale (Italie). Le 2e escadron d'hydravions est stationné du 17 janvier 1917 à novembre sur la base d'hydravions de Grado, sur l'île de Gorgo. Au printemps 1917, la 253e Escadron s'y installe et y reste jusqu'au 30 octobre 1917, date à laquelle Grado est abandonné par les Italiens à la suite de la bataille de Caporetto où ils sont défaits. À la fin de la Première Guerre mondiale, l'île, qui malgré la proximité du front a été largement épargnée par la guerre, est annexée à l'Italie.
Aux confins d'Aquilée, dans la zone du Belvédère où la terre s'interrompt et laisse place à la lagune, il était possible d'embarquer pour rejoindre l'île de Grado. À la suite du développement touristique et urbain, en 1905, une route est construite au milieu de la lagune pour relier les deux parties du territoire,.
En 1936, Grado est définitivement reliée au continent grâce à la construction d'un pont tournant qui met fin à son isolement. Une expansion urbaine rapide, accompagnée de travaux d'assainissement et de confinement des eaux, permet d'agrandir considérablement la taille de la ville, qui s'étend désormais également à l'île voisine de Schiusa.

## Monuments et lieux d'intérêt

### Édifices religieux

#### Basilique Sant'Eufemia et baptistère

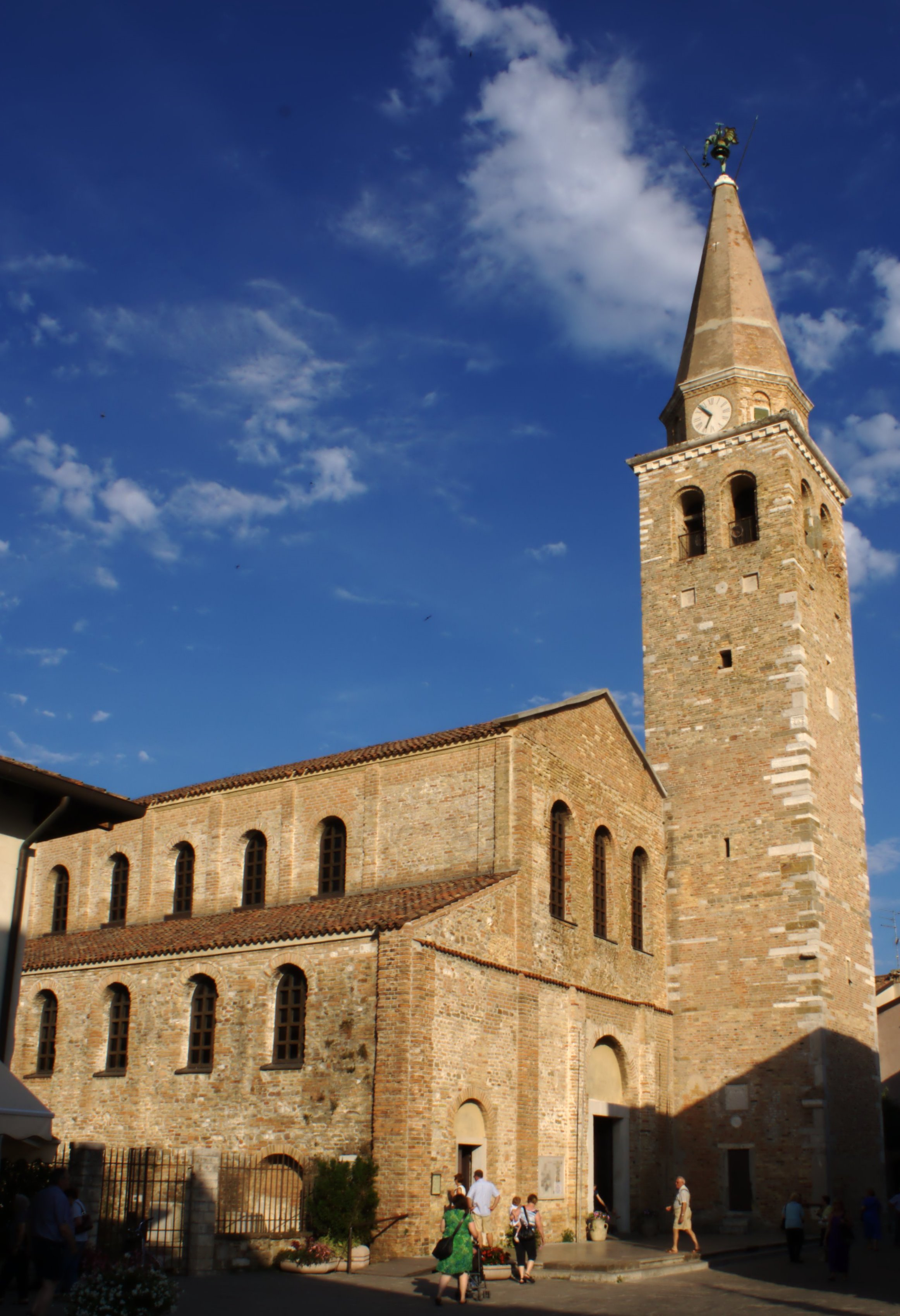
Basilique Sant'Eufemia.

La basilique paléochrétienne Sant'Eufemia est construite sur une église préexistante, la petite basilique de Petrus, dont certains vestiges sont visibles à l'intérieur de l'édifice. Les travaux de construction commencent au début du Ve siècle grâce à l'intérêt de l'évêque Nicée et sont achevés en 579 par l'évêque Elia qui dédie la basilique à sainte Euphémie de Chalcédoine, martyre de Chalcédoine. Le style simple, linéaire et sévère du bâtiment est mis en valeur par les briques claires apparentes qui le recouvrent.
L'intérieur de l'église est divisé en trois nefs par deux rangées de colonnes, toutes différentes les unes des autres. Les mosaïques du pavement, qui s'étendent sur 700 m² sont remarquables, la prédominance des motifs géométriques témoignent de l'influence byzantine à Grado. Elles ont été restaurées après la Seconde Guerre mondiale, mais il est possible de voir quelques tesselles plus anciennes, reconnaissables à leur couleur plus foncée.
La cathèdre épiscopale en ivoire a très probablement été offerte à la ville par Alexandrie sur ordre d'Héraclonas ; les tablettes d'ivoire, connues sous le nom d'Ivoires de Grado, ont été perdues au XVe siècle ; les quelques restantes sont maintenant réparties entre quelques musées importants, italiens et autres.
Le campanile s'élève sur le côté droit de l'église, visible de loin grâce à ses 42,60 mètres de haut. Il est surmonté d'une statue en cuivre de saint Michel Archange indiquant la direction du vent, qui a été donnée à la ville par les Vénitiens en 1462.
Le baptistère du Ve siècle se dresse à gauche, détaché du corps de l'église, de plan octogonal, à l'intérieur duquel se trouvent des fonts baptismaux hexagonaux. Devant le baptistère, dans un petit jardin, se trouvent des sarcophages romains datant des IIe et IIIe siècles.
A proximité de la basilique, à la limite sud du castrum, les mosaïques et les restes de maçonnerie de la plus ancienne basilique, dont la première construction remonte au milieu du IVe siècle, sont visibles à travers un système de coursives.

#### Basilique Santa Maria delle Grazie

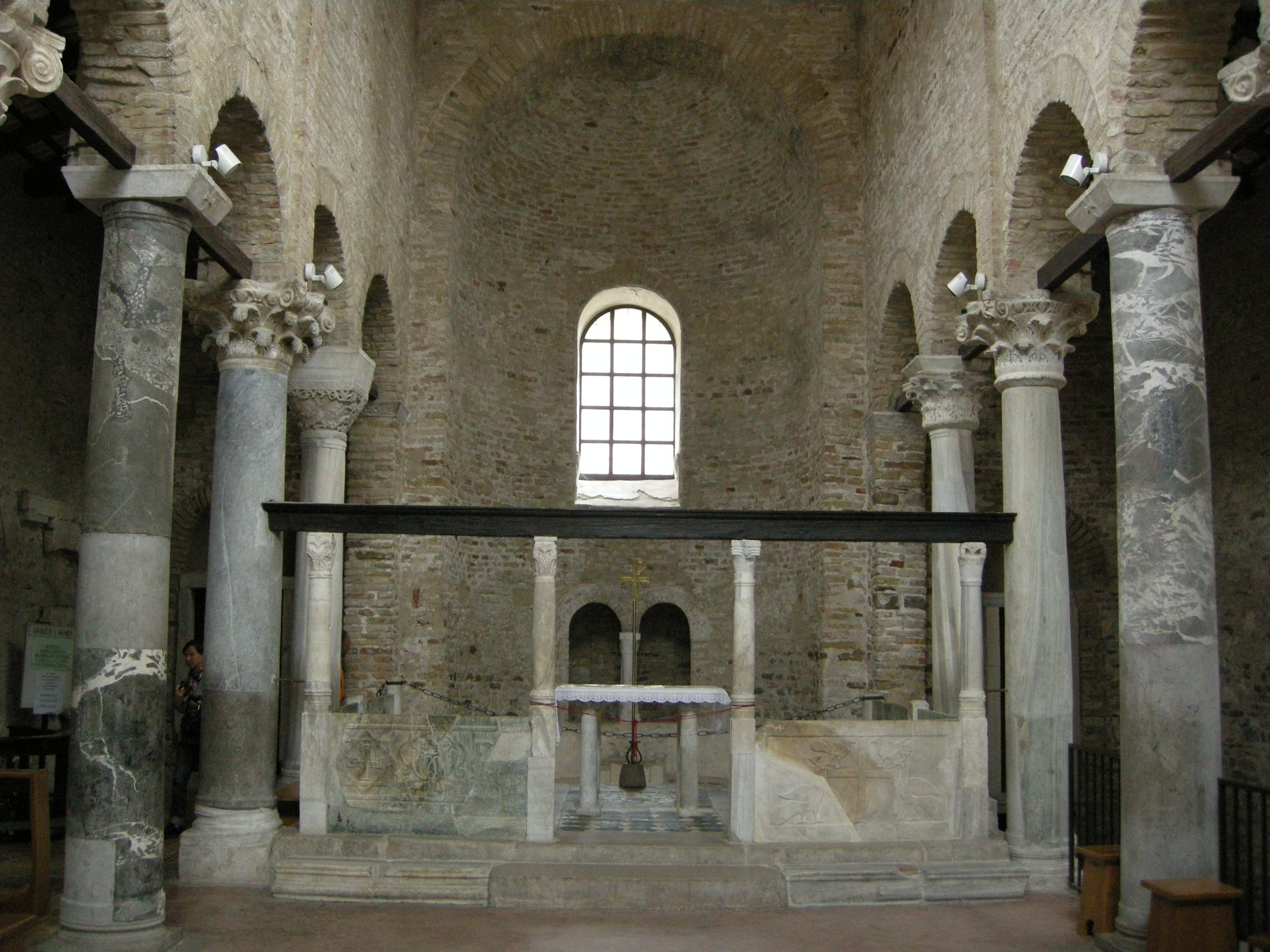
Intérieur de la basilique Santa Maria delle Grazie.

La basilique paléochrétienne Santa Maria delle Grazie surplombe le Campo dei Patriarchi, à quelques pas du baptistère et de la basilique Santa Eufemia. Le premier édifice date du milieu du Ve siècle et est aujourd'hui attesté par le sol en mosaïque du bas-côté droit et de l'abside, décoré de motifs géométriques. L'église a ensuite été reconstruite, sur un niveau surélevé d'environ un mètre, à la fin du VIe siècle, par le patriarche Elia.
La façade en pierre et brique est adoucie par une fenêtre à trifores. L'intérieur à trois nefs a un fort élan vertical et est divisé par deux rangées de cinq colonnes de marbre d'origines différentes. La nef de gauche présente une statue en bois de la Madonna delle Grazie.

#### Sanctuaire de la Vierge de Barbana

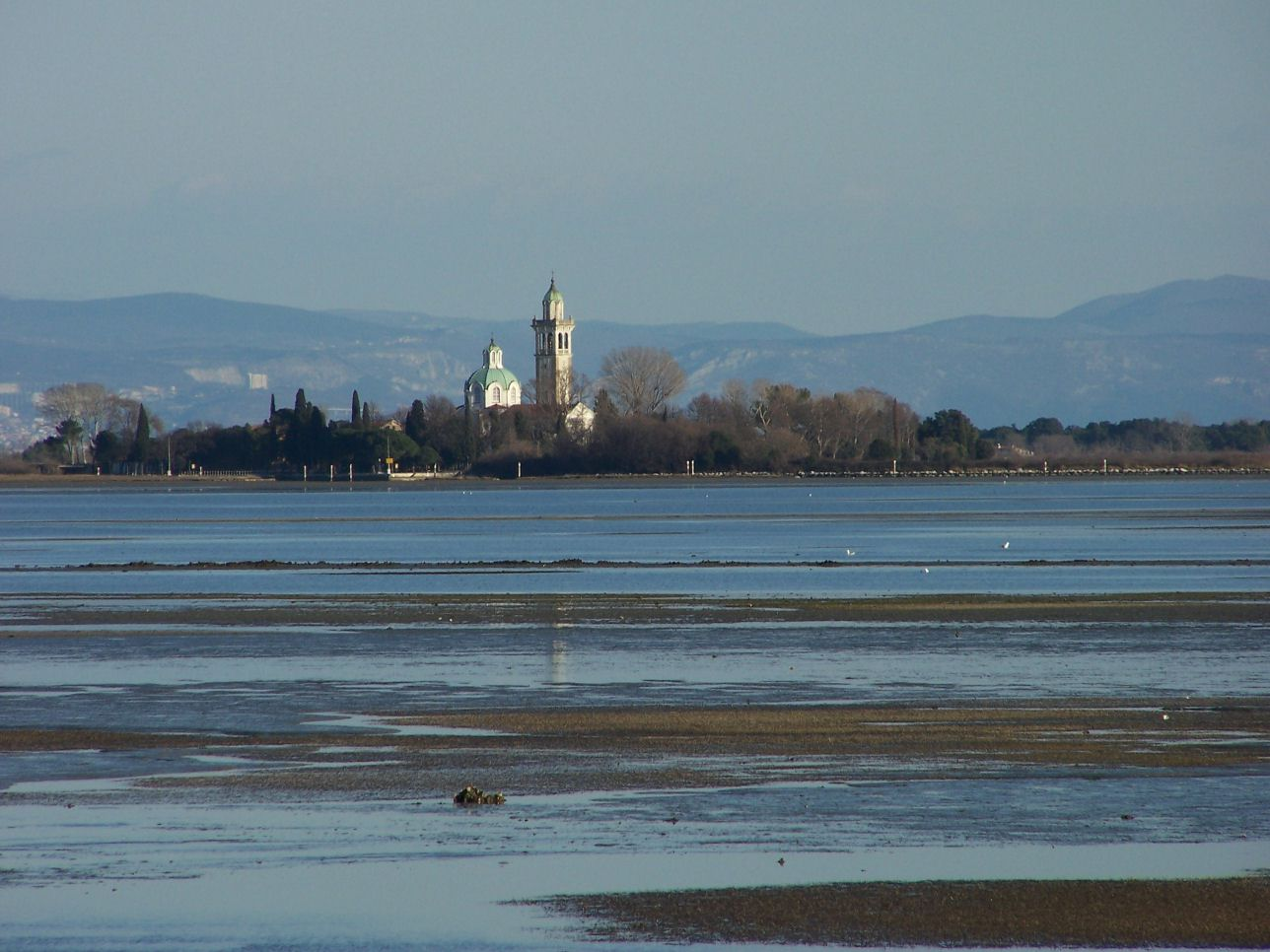
Barbana.

La naissance du sanctuaire de la Vierge de Barbana remonte à 582, lorsqu'une violente tempête menace la ville de Grado : le patriarche de l'époque, Elia (571-588), en remerciement d'avoir sauvé la ville de la tempête, fait construire une première église à l'endroit où une représentation de la Vierge a été emportée par les eaux. Depuis lors, le sanctuaire, plusieurs fois détruit et reconstruit, a fonctionné sans interruption.
Le sanctuaire actuel, qui se dresse sur une île située à l'extrémité orientale de la lagune, a été construit dans le style néo-roman et abrite de nombreux vestiges des édifices qui se sont succédé au cours des siècles, dont deux colonnes qui remontent probablement à l'église d'origine. A l'intérieur se trouvent des œuvres très différentes : le maître-autel présente un relief avec la lagune et est surmontée d'une statue en bois de la Vierge gardée par un édicule, une grande toile représente l'union des Vénitiens en une confrérie, deux autels vénitiens dédiés à saint Antoine de Padoue (à droite) et saint François d'Assise (à gauche). De plus, près de l'entrée du campanile, des chapiteaux et des marbres datent du haut Moyen Âge.
L'île de Barbana, qui est la destination d'un pèlerinage chaque année depuis Grado, est habitée en permanence par une communauté de frères mineurs franciscains et peut être atteinte en 25 minutes en bateau à moteur, grâce au bateau « Nuova Cristina » de Riva Zaccaria Gregori de Grado.

### Espaces naturels

#### Lagune de Grado

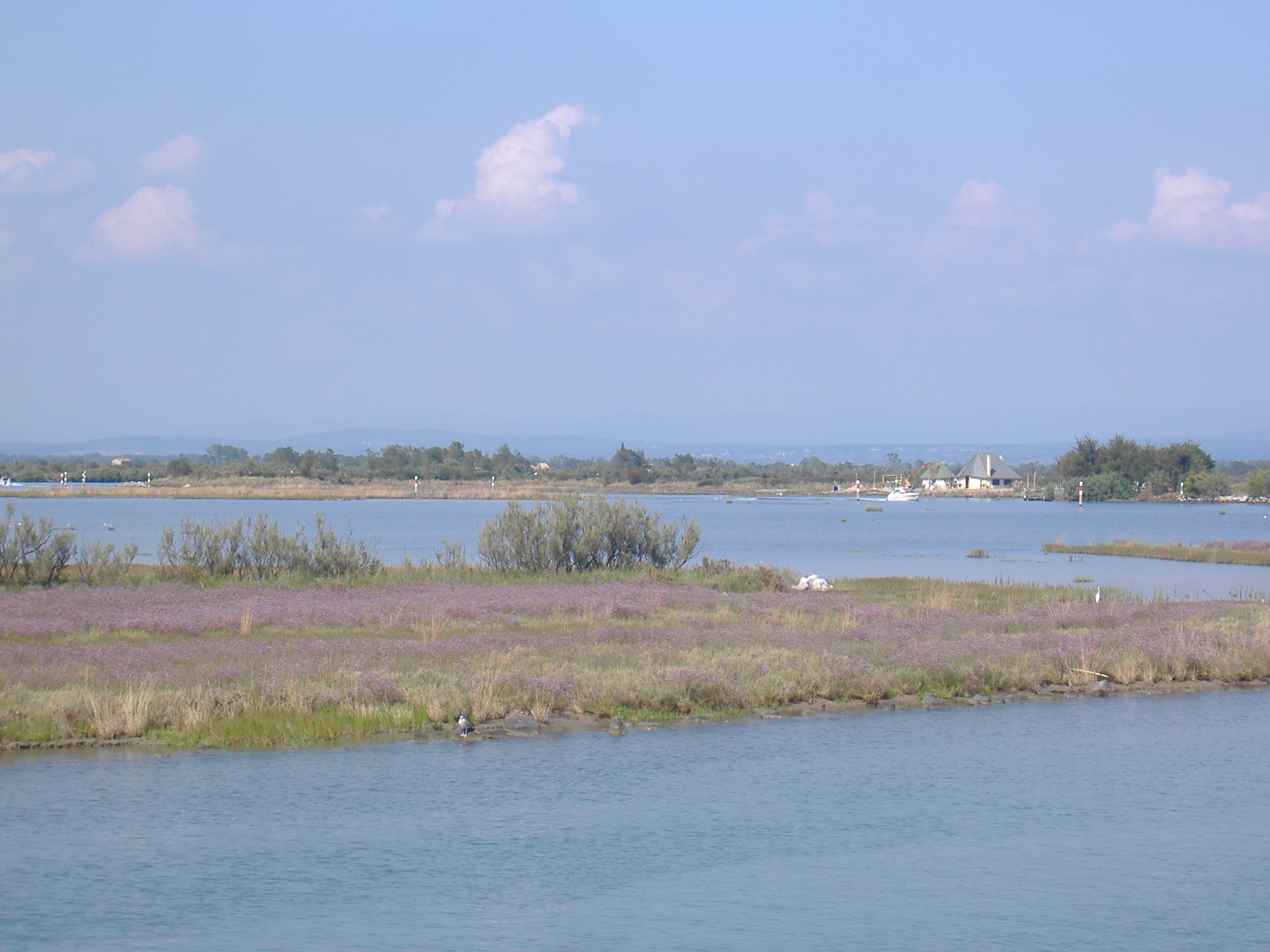
Casoni sur le palù de sora.

La lagune s'est formée après le Ve siècle et se divise en un secteur occidental (le palù de soto), plus vaste et plus riche en îles, et un secteur oriental (le palù de sora) qui s'étend au nord de l'île de Grado.
La présence de casoni, maisons simples au toit de chaume utilisées autrefois par les pêcheurs de Grado est caractéristique de la lagune. Les pêcheurs, en effet, sont restés longtemps dans la lagune, vivant dans ces cabanes caractéristiques, ne revenant sur l'île de Grado qu'en de rares occasions et pendant la période la plus froide de l'année. L'embarcation typique des habitants de la lagune est la batela, à fond plat et à rames. Les batele étaient utilisés quotidiennement pour rejoindre les pêcheurs, récupérer les prises et les ramener à Grado pour la vente.
La lagune est riche en espèces d'arbres (tamarix, ormes, peupliers, genévriers, pins), tandis que la faune présente une remarquable variété d'oiseaux, notamment des goélands, des aigrettes, des hérons cendrés, des canards colverts et des  sternes pierregarin.
Certaines îles sont habitées en permanence ; parmi celles-ci, Barbana abrite un sanctuaire marial depuis 1500 ans.

#### Plages et fonds marins

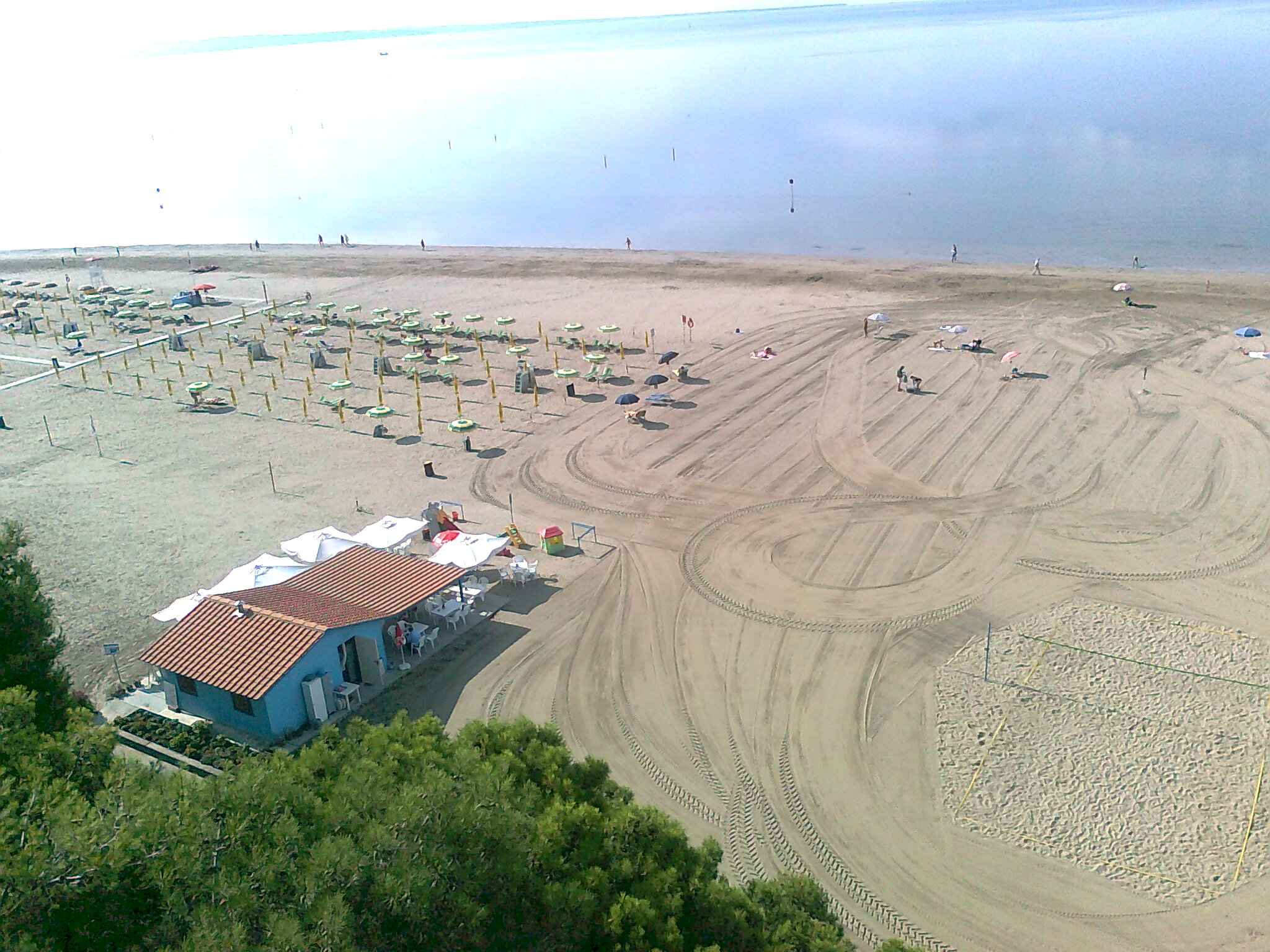
Plage de Pineta.

L'île de Grado offre dix kilomètres de plages de sable très fin, principalement orientées vers le sud et descendant lentement vers la mer, pour un total de 120 000 mètres carrés de plage répartis en quatre plages principales (Pineta, Spiaggia al Bosco, GIT et Costa Azzurra). La plage la plus à l'ouest, la Costa Azzurra(la Côte d'Azur), est connue par les locaux comme la spiaggia vecchia (la vieille plage), et se poursuit idéalement avec le front de mer constitué par le barrage, long d'environ 1 km et de forme incurvée, qui, dédié à Nazario Sauro, a été construit par les Autrichiens pour protéger le centre historique des tempêtes. L'accès à cette plage est gratuit, cependant il existe des zones de concession payante, où il est possible de louer transats, parasols et pédalos.
Au bout du barrage, les presque trois kilomètres de la plage GIT, considérée comme la plage principale de Grado, offre différentes zones équipées pour satisfaire les différentes clientèles ; depuis 1989, elle a reçu le Pavillon bleu. Elle est exposée au sud sur sa totalité, s'étend sur plusieurs kilomètres à l'est, à travers toute la Città Giardino pour rejoindre la plage al Bosco. Cette dernière est située entre la plage principale et Grado Pineta, et est ainsi nommée car il y a beaucoup d'arbres près de la plage ; le fond marin est peu profond par rapport aux autres zones. La majeure partie de la plage est concédée au Campeggio al Bosco, un camping, mais l'accès extérieur est autorisé et l'accès piétonnier est libre et gratuit. Entre la plage al Bosco et l'entrée 8 de la plage GIT, il y a un autre établissement balnéaire équipé, situé dans la localité de Sacca dei Moreri. La plage de Grado Pineta, dans laquelle se trouvent divers établissements balnéaires, s'étend à la suite, où les sports de kitesurf sont souvent pratiqués,.
Les profondeurs sont généralement faibles mais abritent, à quelques kilomètres de la côte, de nombreux trezze, affleurements rocheux à une profondeur d'environ 8-20 mètres caractérisés par la richesse et la biodiversité des milieux marins. En 1987, l'épave du Julia Felix, un navire romain naufragé au IIIe siècle, a été retrouvée dans les fonds marins devant Grado.
La tempête du 27 octobre 2012 a renversé le plongeoir historique construit dans les premières décennies du XXe siècledevant la plage principale.

## Culture

### Musées
Sur le front de mer Nazario Sauro, dans l'ancienne école primaire Scaramuzza, se trouve le Museo nazionale di archeologia subacquea dell'Alto Adriatico  (Musée national d'archéologie sous-marine de la Haute Adriatique), créé en 2000 pour abriter les restes du navire romain Iulia Felix trouvé au fond de la lagune en 1986. Pour une série de raisons complexes, cependant, le musée ne peut pas être visité.

### Événements

#### Perdòn de Barbana

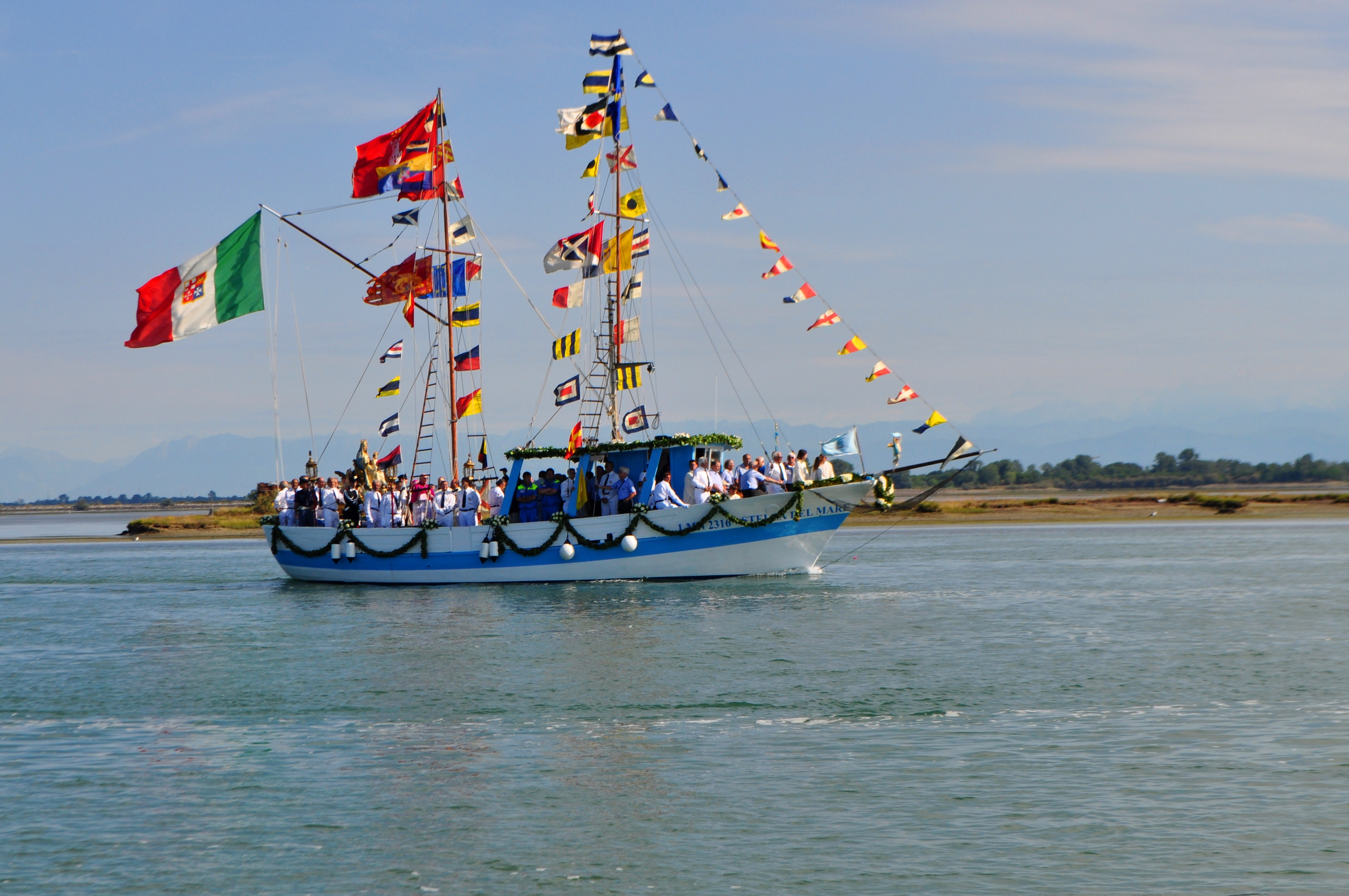
Procession de bateaux à l'occasion du Perdon de Barbana.

La principale tradition religieuse locale est le Perdòn de Barbana, célébré le matin du premier dimanche de juillet. C'est une procession religieuse au cours de laquelle une statue de la Vierge est transportée à travers la lagune, avec une procession de bateaux décorés de fleurs, de la basilique Sant'Eufemia à l'île de Barbana, où se trouve un ancien sanctuaire marial.
L'origine du pèlerinage remonte à 1237, lorsque les habitants de Grado firent vœu de se rendre chaque année à Barbana en remerciement de la fin d'une épidémie de peste. Cette démarche démontre la profonde vénération des habitants de Grado pour cette Vierge, née lorsque, selon la tradition, elle est apparue lors d'une tempête pour aider les pêcheurs à retourner dans des eaux sûres. L'événement, qui commence tôt le matin et est précédé d'une journée de recueillement et de fête (le Sabo grando), attire aujourd'hui de nombreux pèlerins et touristes.
Le nom Perdòn dérive de la tradition d'approcher le sacrement de pénitence et de réconciliation à l'occasion du pèlerinage.

#### Festival de la chanson Gradese
Cet événement populaire et festif a lieu depuis 1946, d'une grande importance pour la communauté de Grado, qui s'est toujours caractérisée par une sensibilité considérable dans la perpétuation de ses traditions de chants et de musique.

#### Théâtre dialectal
L'association Grado Teatro, animée par Tullio Svettini depuis le début des années 1960, propose des textes d'auteurs locaux (Giovanni Marchesan - « Stiata », Alberto Corbatto, Onorio Dissette et autres) avec des thèmes qui rappellent l'histoire et la culture de Grado. Elle se distingue par un public toujours plus nombreux ; sla réputation a franchi au fil du temps les frontières de l'île.

## Société

### Démographie
Habitants recensés

### Ethnies et minorités étrangères
Selon les données de l'ISTAT au 31 décembre 2019, la population résidente étrangère était de 576 personnes. Les nationalités les plus représentées sur la base du pourcentage de la population résidente totale étaient :
- Bangladesh, 141 - 1,77%
- Roumanie, 71 - 0,89%
- Ukraine, 49 - 0,61 %
- Maroc, 40 - 0,50%
- Macédoine du Nord, 31 - 0,39%
- Autriche, 30 - 0,38%
- Croatie, 23 - 0,29%

### Langues et dialectes
À Grado, à côté de l'italien, on parle le gradese (graixan), un dialecte de vénitien influencé par les influences frioulanes et d'autres langues parlées de la région de la Vénétie géographiquement proches.

## Administration
| Maire       | Maire                     | Parti              | Mandat         | Mandat         |
| Maire       | Maire                     | Parti              | Début          | Fin            |
| ----------- | ------------------------- | ------------------ | -------------- | -------------- |
|             | Giovanni Battista Salvini | Ligue du Nord      | 12 juin 1994   | 14 juin 1998   |
|             | Roberto Marin             | Alliance Nationale | 14 juin 1998   | 26 mai 2002    |
| 26 mai 2002 | Roberto Marin             | Alliance Nationale | 28 mai 2007    |                |
|             | Silvana Olivotto          | Centre-gauche      | 28 mai 2007    | 16 mai 2011    |
|             | Edoardo Maricchio         | Centre-droit       | 16 mai 2011    | 5 juin 2016    |
|             | Dario Raugna              | Centre-gauche      | 5 juin 2016    | 5 octobre 2021 |
|             | Claudio Kovatsch          | Centre-droit       | 5 octobre 2021 | en cours       |

### Hameaux
- Fossalon, Fossalon di Grado, Fossalon-Via Valle 13-20, Fossalon-Via Valle 9-16, Grado Città Giardino, Grado-Pineta, Rotta Primero, Santuario di Barbana, Villaggio Primero, Villaggio Punta Sdobba

### Communes limitrophes
Aquilée (UD), Fiumicello (UD), Marano Lagunare (UD), San Canzian d'Isonzo, San Giorgio di Nogaro (UD), Staranzano, Terzo d'Aquileia (UD), Torviscosa (UD)

## Dans la culture populaire
La station balnéaire est mentionnée dans la chanson Scalo a Grado de Franco Battiato, sortie en 1982 dans l'album L'Arca di Noè.
Elle est également mentionnée dans la chanson Giulio de Roberto Vecchioni, de 2019, dédiée à Giulio Regeni, originaire de la ville voisine de Fiumicello.

## Infrastructures et transports

### Pont Matteotti
Le Ponte Littorio est inauguré en 1936, qui relie Grado au continent vers Belvedere-Aquilée, offrant une voie rapide pour le transport et le commerce avec l'arrière-pays et renforçant la vie économique, sociale et culturelle de la population. Après la guerre, il est reconstruit et modernisé, intégrant un pont tournant, qui permet le passage des principaux services maritimes. Le 2 octobre 1965, il change son nom de Ponte Littorio en Ponte Matteotti, à la suite de l'autorisation du préfet de Gorizia.

### Chemins de fer
Grado n'a pas sa propre gare ferroviaire. Dans le passé, la ville était desservie par la gare Pontile via Grado du chemin de fer Cervignano-Aquileia-Pontile via Grado, fermée en 1937. Plus tard, la gare de Cervignano del Friuli a ajouté à son nom celui de la station balnéaire, se faisant appeler Cervignano-Aquileia-Grado.

### Services maritimes
En arrivant sur l'île depuis la route qui relie Aquilée à Grado, il est possible d'atteindre facilement le port-canal. Au début des années 1900, il est renforcé par la construction de quais en béton armé. Le port est accessible à ceux qui atteignent Grado avec leurs propres bateaux, où ils peuvent être amarrés, tandis que le canal qui le relie à la lagune est dédié à l'activité des pêcheurs et à leurs bateaux.
Grado dispose d'un service de ferry qui le relie à la ville de Trieste et, dans la lagune, à Barbana.

### Mobilité urbaine
Les transports urbains et extra-urbains de Grado sont effectués avec des services de bus réguliers gérés par le TPL FVG scarl. Grado dispose d'une gare routière. La fréquence moyenne de passage de la ligne extra-urbaine Udine-Grado est d'environ 1 heure.